# Cantando por un sueño (Bolivia)
Cantando por un sueño fue un programa de televisión boliviano producido y transmitido por  UNO, basado en la licencia internacional Cantando por un sueño, estrenado el 16 de febrero de 2016 y dando fin el 10 de julio del mismo año.

## Mecánica del programa
Semanalmente, las parejas se presentan en las galas para demostrar sus habilidades en el canto, siendo evaluados por 4 jurados, uno de ellos da el voto secreto, que permanece oculto hasta el final de cada gala. El puntaje otorgado por cada miembro del jurado, incluido el voto secreto, se suman para obtener el puntaje final de cada pareja en cada gala.
Las dos parejas que sumen el menor puntaje en la gala quedan automáticamente sentenciados y se enfrentarán en duelo en la gala siguiente, sometiéndose a la votación del público a través de llamadas telefónicas y/o mensajes de texto (SMS). El equipo con la menor votación queda eliminado de la competencia.
En la gran final se enfrentarán las dos últimas parejas que sigan en competencia y el público elegirá mediante sus llamadas telefónicas y/o mensajes de texto (SMS) a los ganadores.
Los ganadores de la primera y única temporada fueron Marina Palomino y Álvaro Cavero.
El final del programa fue el 10 de julio de 2016, sin renovación a una segunda temporada.

## Jurado
| Jurado              | 1 (2016) | 1 (2016) |
| ------------------- | -------- | -------- |
| Nena Zeballos       |          |          |
| David Dionich       |          |          |
| Verónica Larrieu    |          |          |
| Marco Veizaga       |          |          |
| Matamba             |          |          |
| Yuri Ortuño         |          |          |
| Mariano de la Canal |          |          |

     Actual integrante
     Antiguo integrante
     Invitado/Reemplazo

## Ediciones
| Edición | Año  | Presentador                   | Jurado        | Jurado        | Jurado           | Jurado        | 1.er Puesto | 2.do Puesto   | 3.er Puesto  | 4.to Puesto      | N.ro de parejas |
| ------- | ---- | ----------------------------- | ------------- | ------------- | ---------------- | ------------- | ----------- | ------------- | ------------ | ---------------- | --------------- |
| I       | 2016 | Carlos Rocabado Laura La Faye | Nena Zeballos | David Dionich | Verónica Larrieu | Matamba       | Ariel Soto  | Carolina Soto | Mimi Arakaki | Cristian del Río | 22              |
| I       | 2016 | Carlos Rocabado Laura La Faye | Nena Zeballos | David Dionich | Verónica Larrieu | Marco Veizaga | Ariel Soto  | Carolina Soto | Mimi Arakaki | Cristian del Río | 22              |